# Von Dutch
«Von Dutch» — песня английской певицы и автора песен Charli XCX, выпущенная 29 февраля 2024 года в качестве ведущего сингла из её шестого студийного альбома Brat (2024). Песня получила премию «Грэмми» в номинации «Лучшая танцевальная поп-песня» в 2025 году.

## Предыстория
Charli XCX анонсировала песню на своих страницах в социальных сетях, а затем сняла видео на TikTok с 20-секундным фрагментом припева. В одном из этих клипов снялась американская певица Эддисон Рей, с которой Charli XCX сотрудничала в 2023 году в треке «2 Die 4».

## Отзывы
После выхода «Von Dutch» получил всеобщее признание. В преддверии релиза Шаад Д’Суза из The Face назвал сингл «идеальным введением в ее кислотный, свободолюбивый новый режим… песня звучит как бравурные твиты, выпущенные после бокала шампанского». Pitchfork назвал ее «Лучшим новым треком», а Анна Гака описала ее как «сделанную из гелия и гидравлики, … с сердцем в клубе и задницей на Harley-Davidson … еще одна глава в веселой пародии певца-продюсера на культуру знаменитостей». Джио Сантьяго из Resident Advisor поставил треку отметку «RA рекомендует», отметив, что «„Von Dutch“ — это настоящее и хаотичное возвращение к форме… сверхзаряженный взрыв данс-попа, клубной музыки и электроклэша». Кайл Денис из Billboard охарактеризовал песню как «восхитительно буйную».

## Чарты
| Чарт (2024)                                    | Высшая позиция |
| ---------------------------------------------- | -------------- |
| Австралия (ARIA)                               | 77             |
| Австралия (Dance, ARIA)                        | 5              |
| Ирландия (IRMA)                                | 34             |
| Новая Зеландия (RMNZ)                          | 6              |
| Великобритания (UK Singles Chart)              | 26             |
| США (Billboard Bubbling Under Hot 100 Singles) | 17             |
| США (Billboard Hot Dance/Electronic Songs)     | 7              |

## Сертификации
| Регион                                                                      | Сертификация | Продажи |
| --------------------------------------------------------------------------- | ------------ | ------- |
| Австралия (ARIA)                                                            | Золотой      | 35 000  |
| Канада (Music Canada)                                                       | Золотой      | 40 000  |
| Новая Зеландия (RMNZ)                                                       | Золотой      | 15 000  |
| Великобритания (BPI)                                                        | Серебряный   | 200 000 |
| Данные о продажах + прослушиваниях приведены только на основе сертификации. |              |         |